# Exoplanet Characterisation Observatory
Pour les articles homonymes, voir Écho.
Exoplanet Characterisation Observatory ou EChO est une mission spatiale proposée dans le cadre du programme Cosmic Vision de l'Agence spatiale européenne dont le lancement est prévu entre 2020 et 2022, si le projet est accepté. Il s'agit d'un télescope spatial, placé au point de Lagrange L2 pour observer les exoplanètes.
EChO dispose d'une optique de 1,5 mètre de diamètre équipée de plusieurs spectrophotomètres fonctionnant en lumière visible et en infrarouge. En utilisant la technique de spectroscopie de transit, EChO doit mesurer les caractéristiques de l'atmosphère d'un échantillon représentatif d'exoplanètes : composition, profils de température et de pression et albédo. L'objectif de cette étude est d'améliorer notre connaissance de la manière dont les planètes se forment et évoluent.
Le projet fait partie des quatre projets pré-sélectionnés en février 2011 pour la future mission européenne M3 de classe moyenne du programme Cosmic Vision. Le 19 février 2014, la mission PLATO est choisie au détriment des autres, dont EChO.